# Неофіт VIII Константинопольський
Неофіт VIII (у миру Івакім Папаконстантіну, Родоліво, Серр, 1833 — Антігона з Принцевих островів, 18 липня 1909) — патріарх Константинопольський з 1891 по 1894 рік.

## Біографія
Він народився в Родолівосі, Серрес в 1833 році. У шість років його відправили до монастиря Ейкосіфоінісі, де його посвятили родичі. У 1851 році розпочав навчання в духовному училищі Халки. Під час навчання був рукоположений в сан диякона і перейменований в Неофіта.
Після навчання деякий час працював учителем, а потім помічником Ніського митрополита, а потім і Стромницького. Потім він поїхав до Німеччини, де вивчив німецьку мову та вивчав теологію в Мюнхені. Після повернення став архідияконом митрополита Амасійського, з якого був рукоположений в старця і висвячений в архімандрита.
25 листопада 1867 року обраний єпископом Елефтеруполіським. 19 січня 1872 року переведений до Пловдивської єпархії. У 1878 році був кандидатом на Патріарших виборах, під час яких Іоаким III був обраний Патріархом. У 1880 році переведений до Едірненської єпархії. У 1886 році через перевантаження звільнився і пішов у Ватопедський монастир на Афоні. Однак у 1887 році він був обраний митрополитом Пелагонським, а в 1891 році — митрополитом Нікопольським і Превезським.
Після смерті Вселенського Патріарха Діонісія V його обрали новим Патріархом 27 жовтня 1891 р., але не без суперечок і епізодів, оскільки в той час існував поділ на «іохіміків» та «антиахеологів». 2 листопада того ж року він був представлений султану Абдул Хаміду II, а потім возведений на престол.
Під час його Патріархату вирішувалося так зване «шкільне питання», тобто питання визнання грецьких шкіл, а також питання запровадження в них навчання турецькою мовою. Він був введений у вторинну, але не в первинну. Також було вирішено зробити панегірик у Вселенському патріархаті в день народження султана, а також у день сходження нового султана на престол. За часів його Патріархату також почалося створення кадастру монастирів.

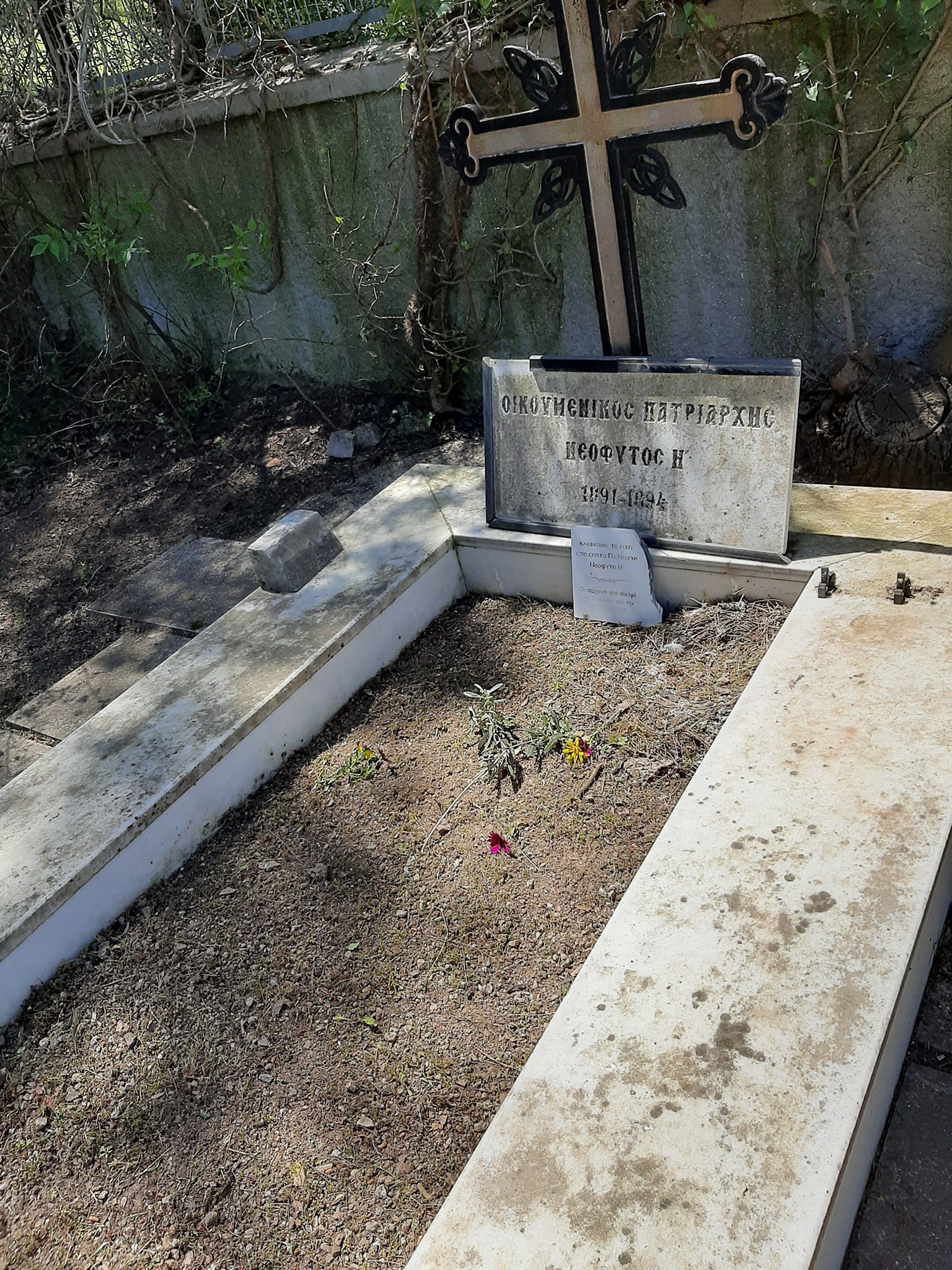
Могила Неофіта VIII на кладовищі Богословської школи Халки

25 жовтня 1894 року він був змушений піти у відставку і відійшов на острів Антігона, де й помер 5 липня 1909 року. Похований на кладовищі духовного училища Галки.

## Виноски та посилання

### Виноски
1. ↑  Про своє походження він розповідає в 1853 році в «Спогадах нашого життя», які написав у духовній школі Халки.: 
|  | Патріс, однак, це село під назвою Родолівос... і приблизно за чотири години їзди від Драми. Батьки, священик Костянтин і Маргарита, в 1833 році народили дев’ять синів, а мене – третього. |.

Його Високопреосвященство Іриней на похоронній промові Неофіта в Константинополі в 1909 р.: 
|  | Від благочестивих батьків у спасінні в 1833 році народився покійний архідиякон сьомий сектант в Родолеїві землі євангельської Македонської... |